# La Bicyclette bleue (mini-série)
Pour le roman éponyme, voir La Bicyclette bleue
La Bicyclette bleue est une mini-série française en trois téléfilms, réalisée par Thierry Binisti et diffusée en 2000. Elle est adaptée du roman éponyme de Régine Deforges. Le tournage s’est déroulé d’août à novembre 1999, principalement dans la région bordelaise et à Paris.

## Synopsis
À l’été 1939, Léa Delmas, une jeune femme de dix-sept ans au caractère affirmé, mène une vie insouciante entre sa famille, le vignoble de son père et ses amis. Mais son monde bascule : l’homme qu’elle aime en épouse une autre, la Seconde Guerre mondiale éclate et les troupes allemandes occupent la demeure familiale.

## Fiche technique
- Réalisateur : Thierry Binisti (3 épisodes)
- Scénario : Claude Pinoteau et Jean-Loup Dabadie
- Production :
  - Producteurs : Christian Charret et Sandra d’Aboville
  - Producteurs délégués : Ilya Claisse et Claude Pinoteau
- Sociétés de production : Bavaria Film, France 2, France 3, GéTéVé et la RAI
- Pays d’origine :  France,  Italie
- Langue originale : français
- Année de diffusion : 2000
- Diffuseur : France 2
- Durée des épisodes : 90 minutes
- Genre : Drame

## Distribution
- Laetitia Casta : Léa Delmas
- Silvia De Santis : Camille Nérac
- Georges Corraface : François Tavernier
- Virgile Bayle : Laurent d’Argilat
- François Marthouret : Pierre Delmas
- Jacques Spiesser : Adrien Delmas
- Nathalie Boutefeu : Françoise Delmas
- Jauris Casanova : Mathias Fayard
- Jean-Claude Brialy : Raphaël Mahl
- Stéphane Audran : Lisa Montpleynet
- Pierre-Loup Rajot : Fiaux
- Jean-François Garreaud : Commissaire Poinceaux
- Éric Prat : Victor Fayard
- Laurence Février : Albertine Montpleynet
- Pascal Cervo : Loïc
- Richard Sammel : Otto Kramer
- Delphine Serina : Sarah Mülstein
- Dani Claverie-Lucas : Suzanne
- Philippe Crespeau : Aristide
- Cyril Aubin : Officier du planton du ministère
- Bernard Blancan : Chef gestapiste de Langon
- Arnaud Vallens : Soldat français
- Didier Pain : Mr Fayard

## Audience
| Titre               | Titre | Date de diffusion | Audience                   | PDM    |
| ------------------- | ----- | ----------------- | -------------------------- | ------ |
| La Bicyclette bleue | (1/3) | 9 octobre 2000    | 10 720 430 téléspectateurs | 42,6 % |
| La Bicyclette bleue | (2/3) | 16 octobre 2000   | 9 928 280 téléspectateurs  | 38,8 % |
| La Bicyclette bleue | (3/3) | 23 octobre 2000   | 10 086 710 téléspectateurs | 41,2 % |

## Lieux de tournage
- Château Laroque à Saint-Christophe-des-Bardes (Gironde) : utilisé pour les scènes du début de l’épisode 1 et du calvaire.
- Domaine de Malagar à Saint-Maixant (Gironde) : domaine ayant appartenu à François Mauriac.
- Château Grand Jour à Prignac-et-Marcamps (Gironde).
- Église Sainte-Présentine de Frontenac (Gironde) : visible dans l’épisode 3.
- Saint-Denis-de-Pile (Gironde) : scène de la bataille sur le pont suspendu, à la fin de l’épisode 1.
- Basilique Notre-Dame de Verdelais (Gironde).
- Gare d’Austerlitz : utilisée pour les scènes de départ en train.

## Réception critique
- La Dépêche du Midi a salué la performance de Laetitia Casta, notant qu’elle apportait « fraîcheur et sensualité, fougue et jeunesse » au rôle de Léa Delmas[2].
- Sur AlloCiné, les critiques sont partagées : certains spectateurs ont apprécié le casting, tandis que d’autres ont trouvé l’histoire décousue[3].

## Diffusions
- Première diffusion : sur France 2 en octobre 2000[4].
- Rediffusion notable : sur RMC Découverte le 13 décembre 2014[5].